# Ekonomism
Ekonomism är ett begrepp som beskriver hur ekonomiska hänsyn påverkar beslut i den offentliga sektorn. Begreppet har bland annat använts av personer som varit kritiska mot hur styrmodeller inom New public management använts i politiska organisationer. Effekterna på olika system i välfärdssamhällen, bland annat inom sjukvård, skola och polisen har uppmärksammats särskilt. Ekonomism har även beskrivits som hur värden i den ekonomiska sfären överdrivs, till nackdel för  den politiska sfärens självständighet och integritet.

## Sverige
Ett exempel är Gudrun Schymans användning av begreppet då riksdagen under partiledardebatten diskuterade vården, skolan och omsorgen.[när?] Schyman uttalade då att om tillgången till vård tilläts bli en plånboksfråga för enskilda sjuka så var det fråga om ekonomism inom vårdpolitiken. Redan 1994 användes begreppet i Miljöpartiets budgetmotion. "Den idag dominerande ekonomismen måste upphöra som värdegrund..." efter att ha varit tema för språkröret Birger Schlaugs under valrörelsen samma år.
Statsvetaren Lennart Lundquist granskar ekonomismen i sin bok Medborgardemokratin och eliterna där han menar att ekonomismen är det stora hotet mot demokratin idag. I sin bok har han ett litet annat perspektiv på ekonomismen än som är beskrivet här ovan. Ekonomismen enligt honom är inte bara när man tittar på ekonomiska aspekter av en fråga utan innehåller även subjektiva värderingar så som effektivitet, kortsiktighet och egoism. 

## I övrig litteratur
V. I. Lenin använde begreppet ekonomism i Lenin Valda Skrifter I:1 sidan 232 i kapitlet d. Vad har ekonomismen gemensamt med terrorismen? (Till svenska 1956). 